# Napa County
Das Napa County ist ein 1850 errichteter Verwaltungsbezirk (County) im US-Bundesstaat Kalifornien. Der Sitz der Bezirksverwaltung (County Seat) ist in Napa.

## Geographie
Das County liegt nördlich von San Francisco an der Bucht von San Pablo entlang des Napa Rivers und hat 2042 Quadratkilometer (davon 89 Quadratkilometer Wasserfläche). Es wird vom Office of Management and Budget zu statistischen Zwecken als Napa, CA Metropolitan Statistical Area geführt und ist Teil der San Francisco Bay Area.
Der Hauptteil des Areals liegt im Napa Valley. Hier liegen unter anderem die Städte American Canyon, Angwin, Calistoga, Deer Park, St. Helena und Yountville.
Am 24. August 2014 wurde nördlich der Stadt American Canyon ein Erdbeben der Stärke 6 gemessen. Das Hypozentrum lag nach Angaben der US-Erdbebenwarte USGS 10,8 Kilometer unter der Erde. Die Erdstöße waren auch in San Francisco zu spüren.

## Geschichte
Im Napa County liegt eine National Historic Landmark, Elmshaven. 78 weitere Bauwerke und Stätten des Countys sind im National Register of Historic Places eingetragen.

## Demografische Daten
Nach der Volkszählung im Jahr 2000 lebten im Napa County 124.279 Menschen. Es gab 45.402 Haushalte und 30.691 Familien. Die Bevölkerungsdichte betrug 64 Einwohner pro Quadratkilometer.
Ethnisch betrachtet setzte sich die Bevölkerung zusammen aus 79,98 % Weißen, 1,32 % Afroamerikanern, 0,84 % amerikanischen Ureinwohnern, 2,97 % Asiaten, 0,23 % Bewohnern aus dem pazifischen Inselraum und 10,95 % aus anderen ethnischen Gruppen; 3,71 % stammten von zwei oder mehr ethnischen Gruppen ab. 23,67 % der Bevölkerung waren spanischer oder lateinamerikanischer Abstammung.
Von den 45.402 Haushalten hatten 31,40 % Kinder und Jugendliche unter 18 Jahre, die bei ihnen lebten. 53,20 % waren verheiratete, zusammenlebende Paare, 9,90 % waren allein erziehende Mütter. 32,40 % waren keine Familien. 25,80 % waren Singlehaushalte und in 11,60 % lebten Menschen im Alter von 65 Jahren oder darüber. Die Durchschnittshaushaltsgröße betrug 2,62 und die durchschnittliche Familiengröße lag bei 3,16 Personen.
Auf das gesamte County bezogen setzte sich die Bevölkerung zusammen aus 24,10 % Einwohnern unter 18 Jahren, 8,50 % zwischen 18 und 24 Jahren, 27,70 % zwischen 25 und 44 Jahren, 24,30 % zwischen 45 und 64 Jahren und 15,40 % waren 65 Jahre alt oder darüber. Das Durchschnittsalter betrug 38 Jahre. Auf 100 weibliche Personen kamen 99,60 männliche Personen, auf 100 Frauen im Alter ab 18 Jahren kamen statistisch 97,40 Männer.
Das jährliche Durchschnittseinkommen eines Haushalts betrug 51.738 USD, das Durchschnittseinkommen der Familien betrug 61.410 USD. Männer hatten ein Durchschnittseinkommen von 42.137 USD, Frauen 31.781 USD. Das Prokopfeinkommen betrug 26.395 USD. 8,30 % Prozent der Bevölkerung und 5,60 % der Familien lebten unterhalb der Armutsgrenze. 10,60 % davon waren unter 18 Jahre und 5,60 % waren 65 Jahre oder älter.

## Orte im County

### Citys
- American Canyon
- Calistoga
- Napa (County Seat)
- St. Helena

### Town
- Yountville

### Census-designated places
- Angwin
- Deer Park
- Moskowite Corner
- Oakville
- Rutherford
- Silverado Resort

## Weinbau

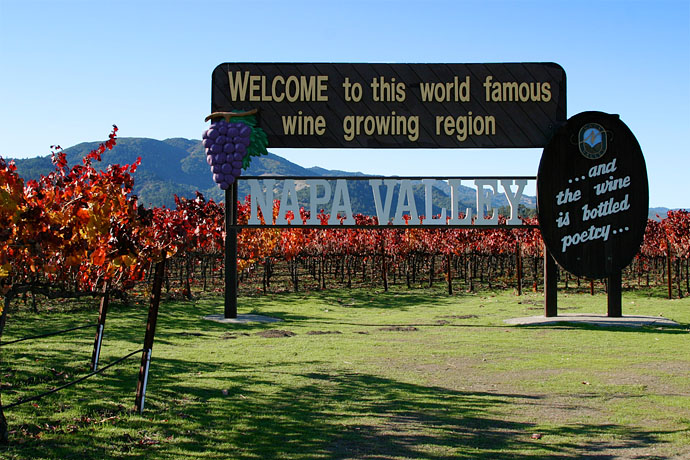
Das Napa Valley ist für seine Weine berühmt

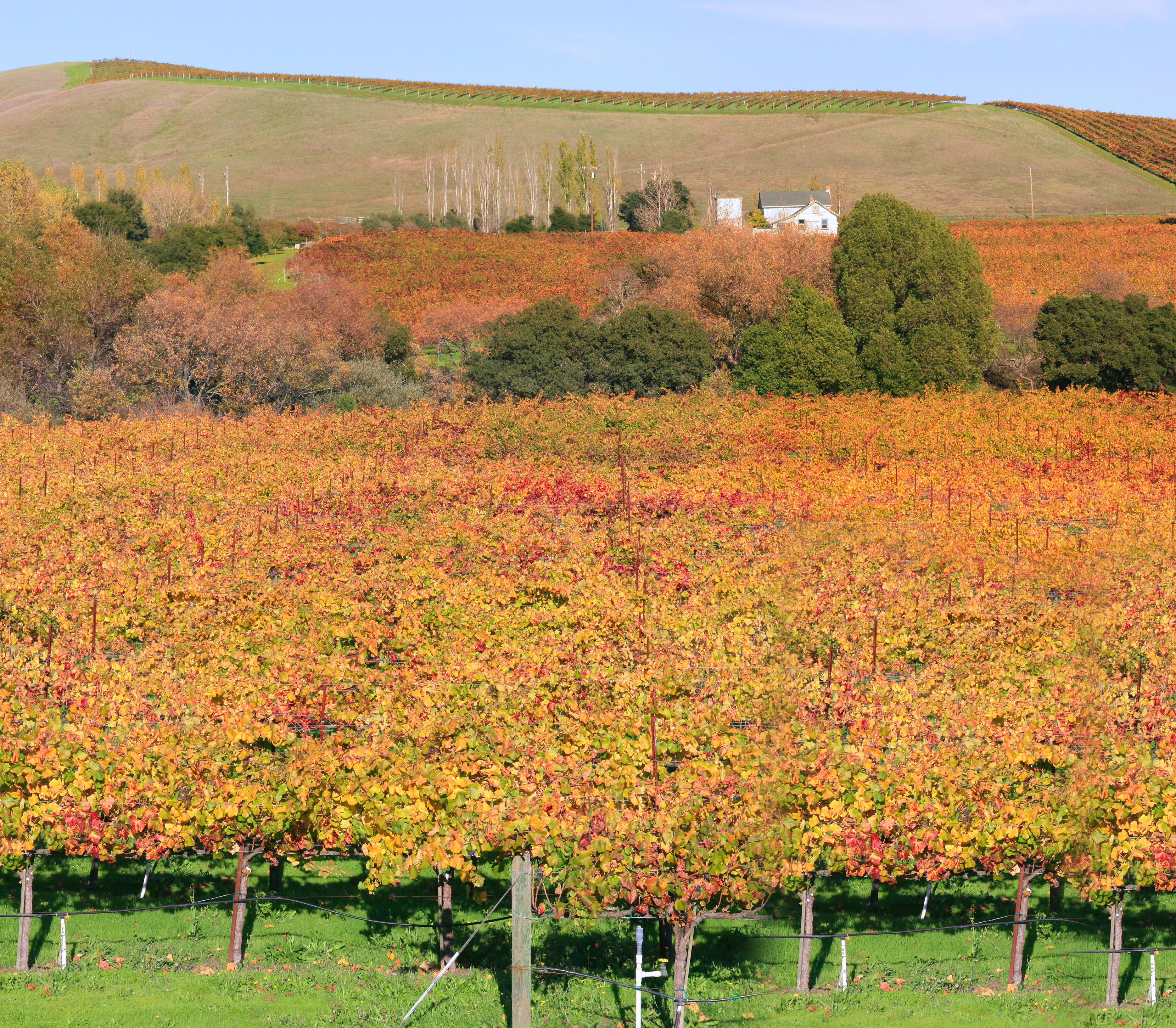
Weingärten im Napa Valley

Aufgrund des mediterranen Klimas gedeihen die Napa-Valley-Weine, die seit den 1960ern zu den Weltbesten zählen und vor allem aus den Rebsorten Cabernet Sauvignon, Zinfandel und Chardonnay gekeltert werden. Viele bekannte Winzer haben ihren Sitz im Napa Valley.